# 雷ジャクソン
雷ジャクソン（かみなりジャクソン）は、松竹芸能に所属する日本のお笑いコンビ。旧コンビ名、いしまる。通称、かみジャク。2006年2月1日結成。

## メンバー
- 黒木 ジョージボンド（本名:黒木 俊彦〈くろき としひこ〉1976年2月25日（49歳）- ）

ツッコミ担当。立ち位置は向かって左。
大分県佐伯市出身。A型。
- 高本 剛志（たかもと たけし、1976年1月18日（49歳）- ）

ボケ担当。立ち位置は向かって右。
大分県出身。O型。
元海上自衛隊員。
R-1ぐらんぷり2013ファイナリスト。

## 略歴
2006年2月1日結成。結成当初は「いしまる」というコンビ名で活動していた。
2008年に第9回笑わん会にて優秀賞を受賞し、2013年のR-1ぐらんぷりにて高本が「雷ジャクソン高本」として決勝進出。
2020年10月、田口万莉と共にYouTubeチャンネル「戸建ファミリーの家さがしチャンネル」を開設した。

## 出演番組

### テレビ
- 笑卵WAVE（J：COMウエスト）
- わらいのちから（ケーブルテレビ）
- パクパクTV（テレビ大阪）
- 爆笑レッドカーペットトライアル（フジテレビ、2013年4月26日）- 高本のみ
- オンバト+（NHK総合、2013年5月18日）- 戦績0勝1敗 最高353KB

### ラジオ
- 森脇健児のサタデーミーティング（KBS京都ラジオ）- レギュラー

## 賞レースなどでの戦績
- 2008年 第9回笑わん会 優秀賞受賞
- 2013年 R-1ぐらんぷり 決勝進出（高本）